# Mus mayori
Mus mayori é uma espécie de roedor da família Muridae.
É endêmica do Sri Lanka.